# Истеривачи духова: Ледена претња
Истеривачи духова: Ледена претња (енгл. Ghostbusters: Frozen Empire) је амерички натприродно-хумористички филм из 2024. године, режисера Гила Кенана, који је и написао сценарио заједно са Џејсоном Рајтманом. Наставак је филма Истеривачи духова: Наслеђе (2021) и пети је филм у франшизи Истеривачи духова. Главне улоге у филму тумаче Пол Рад, Кари Кун, Фин Вулфхард, Макена Грејс, Кумаил Нанџијани, Патон Освалт, Селест О'Конор, Логан Ким, Бил Мари, Ден Акројд, Ерни Хадсон, Ени Потс и Вилијам Атертон. Радња је смештена три године након догађаја из претходног филма и прати старе Истериваче духова који морају да удруже снаге са својим новим регрутима како би спасили Њујорк од моћног непријатеља који жели да створи аветињску војску.
Након успеха филма Истеривачи духова: Наслеђе, студио је најавио наставак у априлу 2022, као и да ће га режирати Рајтман. Кенан га је заменио као редитељ тог децембра, када је објављено да ће већи део глумачке поставе претходног филма поновити своје улоге. Нови глумци су најављени у марту 2023, када је и почело снимање, које је завршено у јуну. Ледена претња је први филм из серијала који је објављен након смрти Ајвана Рајтмана, који је постхумно потписан као продуцент, док је сам филм њему и посвећен.
Филм је премијерно приказан 14. марта 2024. у Њујорку, док је у америчким биоскопима објављен осам дана касније. Наишао је на помешане реакције критичара, док је пријем код обожавалаца серијала био повољнији.

## Радња
Три године након догађаја из претходног филма, Кели Спенглер, њен дечко Гери Груберсон, њена деца Тревор и Фиби, као и њихови блиски пријатељи Лаки Доминго и Подкаст, селе се у Њујорк да помогну Винстону Зедемору и Реју Станцу у поновном покретању Истеривача духова. Након што група ухвати једног духа на Менхетну, градоначелник Волтер Пек, иначе дугогодишњи противник Истеривача духова, прети да ће их затворити својим овлашћењима. Да би га смирила, Кели уклања малолетну Фиби из тима. Узнемирена, Фиби покушава да контролише своје емоције играјући шах у оближњем парку, где наилази на и спријатељи се са Мелоди, духом тинејџерке која је погинула у пожару.
У међувремену, Реј и Подкаст прикупљају уклете предмете за испитивање. Надим Размади их посећује и продаје им необичну месингану куглу са ритуалним ознакама, наслеђену од његове баке. Реј сумња да је кугла заправо апотропејонска замка. Када тестира њене нивое психокинетичке енергије, кугла одмах емитује псионичку енергију широког спектра. Хладни талас путује од кугле до ватрогасног штаба Истеривача духова и оштећује јединицу за екто-задржавање, која се налази опасно близу пуног капацитета. Винстон носи куглу у свој приватни истраживачки центар паранормалног, који води др Ларс Пинфилд. Користећи експериментални уређај за екстракцију, Ларс није у стању да извуче никакву духовну енергију из кугле. Да би сазнао више, придружује се Тревору и Лаки и одлази код Надима, који открива да је његова бака скривала куглу у комори обложеној месингом. Питер Венкман, доведен да помогне, открива да Надим има латентне пирокинетичке моћи.
У међувремену, Реј, у пратњи Фиби и Подкаста, посећује др Хуберта Варцког, истраживачког библиотекара Њујоршке јавне библиотеке. Варцки објашњава да су куглу пре једног миленијума израдила четири чаробњака позната као Господари ватре да би затворили Гараку, фантомског бога који је желео да освоји свет са војском немртвих која би користила „Кушарит Умоти” – „моћ да убија самим страхом”. Сазнају да је Надимова бака припадала лози Господара ватре, од којих је један спречио Гараку да побегне из кугле 1904. током лажног ритуала који су спровели чланови Авантуристичког друштва Менхетна, које је Гарака смрзнуо до смрти. Гарака је могао да буде затворен у кугли због тога што је био рањив на легуре бакра у комбинацији са ватром и због недостатка ђавољих рогова који повећавају његове моћи.
Када трио покуша да спречи духа да украде фонографски снимак ритуала Друштва, Пек користи Фибину умешаност да угаси Истериваче духова. Након свађе са Геријем и својом мајком, Фиби бежи и води Мелоди у Винстонов истраживачки центар. Она користи његову опрему за екстракцију да се два минута пројектује као дух како би њих две могле физички да комуницирају. Мелоди открива да је тајно радила са Гараком, који јој је понудио пролаз у загробни живот. Контролишући Фибин бестелесни дух, Гарака приморава њено физичко тело да изрецитује ритуално певање. Затим бежи, лоцира своје рогове и почиње да замрзава град. Схвативши да ће Гарака ослободити духове у јединици за задржавање духова, Истеривачи духова се окупљају да одбране свој штаб, уз помоћ Надима, који носи месингани оклоп Господара ватре који је сачувала његова бака и покушава да овлада својим моћима.
Гарака их савладава и пробија јединицу за задржавање духова. Фиби реконфигурише свој протонски ранац са легурама бакра да би га ојачала; Мелоди, коју је издао Гарака, искупљује се тако што помаже Надиму да искористи своје моћи да ослаби Гараку. Реј, уз помоћ својих колега ветерана Истеривача духова, заробљава бога користећи пробијену заштитну јединицу као џиновску замку. Мелоди се мири са Фиби пре него што оде у загробни живот да се поново нађе са својом породицом. Како се град одмрзава, Истеривачи духова су поново поздрављени као хероји, а Пек је приморан да подржи тим и врати Фиби. Истеривачи духова почињу да гоне одбегле духове широм Њујорка.
У сцени после одјавне шпице, камионџија излази из свог камиона који превози Стеј-Пафт маршмелоу да купи нешто на аутомату, док мини-маршмелоуи краду возило у његовом одсуству.

## Улоге
| Глумац           | Улога                  |
| ---------------- | ---------------------- |
| Пол Рад          | Гери Груберсон         |
| Кари Кун         | Кели Спенглер          |
| Фин Вулфхард     | Тревор Спенглер        |
| Макена Грејс     | Фиби Спенглер          |
| Кумаил Нанџијани | Надим Размади          |
| Патон Освалт     | др Хуберт Варцки       |
| Селест О'Конор   | Лаки Доминго           |
| Логан Ким        | Подкаст                |
| Емили Алин Линд  | Мелоди                 |
| Џејмс Акастер    | др Ларс Пинфилд        |
| Бил Мари         | др Питер Венкмен       |
| Ден Акројд       | др Рејмонд „Реј” Станц |
| Ерни Хадсон      | др Винстон Зедемор     |
| Ени Потс         | Џенин Мелниц           |
| Вилијам Атертон  | Волтер Пек             |